# Szavannavércse
A szavannavércse (Falco rupicoloides) a madarak osztályának sólyomalakúak (Falconiformes) rendjéhez, azon belül  a sólyomfélék (Falconidae) családjához tartozó faj.

## Rendszerezése
A fajt Andrew Smith skót ornitológus írta le 1829-ben.

## Alfajai
- Falco rupicoloides arthuri (Gurney, 1884) – Tanzánia és Kenya
- Falco rupicoloides fieldi (Elliot, 1897) – Szomália és Etiópia
- Falco rupicoloides rupicoloides A. Smith, 1829[2] - Dél-Afrika

## Előfordulása
Afrika keleti és déli részén honos, Szomáliától délre egészen Dél-Afrikáig. Természetes élőhelyei a szubtrópusi és trópusi füves puszták, szavannák, cserjések és sivatagok. Állandó, nem vonul faj.

## Megjelenése
Testhossza 37 centiméter, szárnyfesztávolsága 68–84 centiméter, 178-334 gramm a testtömege. A tojók és a hímek azonos méretűek. Színe vörösesbarna a hátán, a szárnyfedőkön és a combokon sötét sávozással, a fejen és a mellen pedig barna csíkozottsággal. Az evezőtollak és a farok fekete színű, halványszürke csíkokkal. A kifejlett egyedek szeme krémszínű. A fiatal egyedek tollazata barnás, szemük barna.
|  |  |

## Életmódja
Elsősorban ízeltlábúakkal, különösen szöcskékkel, termeszekkel, bogarakkal, ritkábban hangyákkal, százlábúakkal, skorpiókkal és pókokkal táplálkozik, de bármilyen kisebb állatot elfogyaszt.

## Szaporodása
A pár állandóan a fészek közelében marad, és a territórium határait magas kiáltásokkal és gyors ide-oda röpködéssel jelzi. Egy régi, más madár által már elhagyott fészekben szokott költeni. Fészekalja 3-5 tojásból áll, melyen 32 napig kotlik. Főleg a tojó költ, a hím csak addig váltja fel, amíg a tojó elfogyasztja a párja által a fészekbe szállított eleséget. Később a fiókák védelme és etetése is a tojó feladata, a hím pedig beszerzi a fiókák és a tojó számára szükséges táplálékmennyiséget. Miután a fiatal madarak eléggé fejlettek, hogy meg tudják védeni magukat, a tojó is besegít a hímnek a táplálékszerzésbe. A kirepülés után a fiatal vércsék még több hétig szüleik territóriumában tartózkodnak mielőtt szétszélednének.

## Természetvédelmi helyzete
Az elterjedési területe rendkívül nagy, egyedszáma pedig stabil. A Természetvédelmi Világszövetség Vörös listáján nem fenyegetett fajként szerepel.